# Лубсанов, Александр Гомбоевич
Алекса́ндр Гомбо́евич Лубса́нов (бур.  Лубсанов Гомбын Александр; 3 апреля 1942 — 20 апреля 2018) — российский бурятский политический деятель, председатель Народного Хурала Республики Бурятия (2002—2007).

## Биография
Александр Лубсанов родился 3 апреля 1942 года в Улан-Удэ. После учёбы в средней школе поступил в Улан-Удэнский железнодорожный техникум, который закончил в 1960 году. Трудовой путь начал осмотрщиком в Улан-Удэнском отделении ВСЖД.
С 1961 года работал слесарем, мастером, старшим мастером на Улан-Удэнском ЛВРЗ.
В 1975 году окончил Восточно-Сибирский технологический институт по специальности «инженер-механик». Продолжал работать на ЛВРЗ начальником вагоносборочного цеха, затем заместителем директора завода.
В мае 1990 года началась политическая деятельность Лубсанова, когда был избран председателем исполкома Железнодорожного районного Совета народных депутатов города Улан-Удэ, затем главой районной администрации.
В 1994 года назначен на пост главы администрации Улан-Удэ.
В 1996 году президент Бурятии Леонид Потапов назначил Лубсанова на пост первого заместителя Управляющего делами, с 1997 года — Управляющий делами Аппарата Президента и Правительства Республики Бурятия.
В 1998 году Александр Лубсанов победил на выборах депутата Народного Хурала Республики Бурятия второго созыва, где был избран председателем  Комитета Народного Хурала РБ по экономической политике, использованию природных ресурсов и охране окружающей среды.
В июне 2002 года второй раз выиграл выборы в республиканский парламент и на июльской сессии он избран Председателем Народного Хурала Республики Бурятии. Проработал на этом посту до декабря 2007 года.
В конце 2007 года Александр Лубсанов вновь выдвинул свою кандидатуру на выборах в Народный Хурал по одномандатному округу № 3, однако по итогам голосования занял второе место. После поражения на выборах Александр Лубсанов на общественных началах работал советником президента Бурятии Вячеслава Наговицына.
В мае 2008 года назначен председателем Совета национальностей при президенте Бурятии.
Ушел из жизни 20 апреля 2018 года после продолжительной болезни.

## Награды и звания
- Орден Дружбы
- Орден Почета
- Медаль «За трудовое отличие»
- Медаль «За строительство БАМа»
- Орден Федерации монгольских общественных организаций дружбы и мира «Золотая звезда»
- Почетное звание «Заслуженный работник транспорта Республики Бурятия»[3]